# ノヴゴロド・ソフィヤ年代記集成
ノヴゴロド・ソフィヤ年代記集成（ノヴゴロド・ソフィヤねんだいきしゅうせい、ロシア語: Новгородско-Софийский свод）は、ロシアの文献学者アレクセイ・シャフマトフ(ru)が、その存在を示唆した書籍の名である。シャフマトフによれば、この年代記集成は、ノヴゴロド第四年代記(ru)と、ソフィヤ第一年代記(ru)の編纂に用いられた資料である。

## 概要
シャフマトフは、当初は、両年代記にノヴゴロド・ソフィヤ年代記集成が引用されている、最も古い記述は1448年のものであると述べており、1448年年代記集成とも呼称していた。ただしその後、1430年代の記述であると説を修正しており、何人かのロシアの文献学者もこの説に支持を示している。なお、シャフマトフは、キエフ府主教フォティー(ru)による1418年の著述もまた、ノヴゴロド・ソフィヤ年代記集成が引用されていると述べている。